# Delaney Rudd
Delaney Rudd (* 8. November 1962 in Halifax, North Carolina) ist ein ehemaliger US-amerikanischer Basketballspieler.

## Laufbahn
Rudd, ein 1,88 Meter großer Aufbauspieler, stand von 1981 bis 1985 in der Hochschulmannschaft der Wake Forest University im US-Bundesstaat North Carolina. Er schloss seine Hochschulzeit mit Mittelwerten von 11,7 Punkten, 2,5 Vorlagen und 1,7 Rebounds pro Spiel ab. Die NBA-Mannschaft Utah Jazz sicherte sich im Draftverfahren 1985 die Rechte an Rudd, er wurde in der vierten Auswahlrunde an 83. Stelle aufgerufen.
Er begann seine Laufbahn als Berufsbasketballspieler im Sommer 1985 bei den Westchester Golden Apples in der United States Basketball League (USBL). Seine ersten Auslandserfahrungen sammelte er beim griechischen Erstligisten PAOK Thessaloniki (ab 1987). Zwischen 1989 und 1992 bestritt er 224 NBA-Spiele für Utah und erreichte 3,5 Punkte je Begegnung. 1992/93 spielte Rudd für die Rapid City Thrillers in der nordamerikanischen Liga Continental Basketball Association (CBA) (12 Einsätze: 19,3 Punkte und 9,1 Korbvorlagen/Spiel), kurzzeitig für Paris Basket Racing in Frankreich (zwei Ligaspiele: 26 Punkte/Spiel), zu Jahresbeginn 1993 gelang ihm dann die NBA-Rückkehr, als er von den Portland Trail Blazers unter Vertrag genommen wurde. In Portland kam er zu 15 NBA-Einsätzen (1,7 Punkte/Spiel).
Seine erfolgreichste Zeit verlebte Rudd bei ASVEL Lyon-Villeurbanne. Bei dem französischen Erstligisten spielte er von 1993 bis 1999. Seinen höchsten Punkteschnitt in dieser Zeit erreichte er in der Saison 1994/95 (23,6 Punkte/Spiel), seinen besten Wert bei Korbvorlagen verbuchte er in der französischen Liga 1995/96 (8,9/Spiel). Mit ASVEL wurde er 1996 und 1997 französischer Pokalsieger, 1996, 1997 und 1999 erreichte man die Vizemeisterschaft, Rudd wurde 1996 und 1997 als bester Spieler der Liga ausgezeichnet. In der EuroLeague stieß er mit ASVEL 1997 ins Halbfinale vor, dort unterlag man dem FC Barcelona. In einer Würdigung Rudds durch ASVEL Lyon-Villeurbanne wurde der US-Amerikaner als „Symbol des Aufstiegs ASVELs in den 1990er Jahren“ bezeichnet. Seine Rückennummer 4 wird von ASVEL als Anerkennung von Rudds Leistungen nicht mehr vergeben.
1999 beendete er seine Laufbahn, ging in sein Heimatland zurück und wurde in Greensboro beruflich als Mitarbeiter einer Hallensportanlage tätig. Er gründete zudem eine Basketballakademie für Jugendliche.